# Équipe du Groenland de football
Maillots
L'équipe du Groenland de football (en groenlandais : Kalaallit Arsaattartut Kattuffiat) est une sélection de joueurs qui représente le Groenland. L'équipe est sous l'égide de la Fédération du Groenland de football, qui fut membre de la ConIFA de 2016 à 2021. Elle est membre de l'IIGA depuis 1989 à ce titre, elle participe à ses compétitions internationales. 
La sélection a disputé plus d'une centaine de matches depuis 1977, contre d'autres fédérations non reconnues mais aussi contre des fédérations membres de la FIFA comme les Îles Féroé, Gibraltar, l'Islande ou les Bermudes.

## Histoire
La Fédération du Groenland de football est membre de l'International Island Games Association depuis 1985, elle participe depuis 1989 au tournoi de Football aux Jeux des Îles.
En septembre 1999 Sepp Piontek, alors entraineur de l'équipe du Groenland fait une demande à l'UEFA afin de se pencher sur la possibilité d'intégrer le Groenland dans la confédération européenne de football amateur.
Depuis le 13 octobre 2005, il est un membre provisoire de la NF-Board et depuis le 25 mars 2006, il est membre de plein droit.
L'équipe du Groenland participe à deux tournois en 2006 la FIFI Wild Cup et la Coupe ELF, elle ne participe pas à la VIVA World Cup 2006.
Le 17 octobre 2009, l'équipe a été acceptée en tant que membre provisoire de l'IFU. Le Groenland a également joué face à l'équipe du Tibet, une autre équipe non-FIFA, en 2001 à Vanlose Arena de Copenhague. Cependant, l'équipe était composée de joueurs qui étaient d'origine tibétaine et non pas du Tibet eux-mêmes. La Chine, qui considère que le Tibet appartient à son territoire national, menace le Groenland de couper les exportations de crevettes. Le Groenland a gagné le match 4-1.
En septembre 2010, Sepp Blatter, le président de la FIFA, inaugure au Groenland le premier gazon artificiel, situé dans la ville de Qaqortoq. La fédération a alors environ 5 000 joueurs inscrits alors que la population nationale atteint 60 000 habitants,,.
En mai 2016, le Groenland rejoint la Conifa.
En juillet 2020, la fédération annonce avoir pour projet de rejoindre la Concacaf.

## Parcours dans les compétitions internationales

### Coupe du Groenland[9]
| Année | Lieu       | Position | Match | Victoire | Nul | Défaite | but marqué | but encaissé |
| ----- | ---------- | -------- | ----- | -------- | --- | ------- | ---------- | ------------ |
| 1980  | Islande    | 3e       | 2     | 0        | 0   | 2       | 1          | 10           |
| 1983  | Groenland  | 2e       | 2     | 0        | 1   | 1       | 2          | 3            |
| 1984  | îles Féroé | 2e       | 2     | 0        | 0   | 2       | 0          | 2            |

### Coupe ELF 2006
| Année | Lieu           | Position | Match | Victoire | Nul | Défaite | but marqué | but encaissé |
| ----- | -------------- | -------- | ----- | -------- | --- | ------- | ---------- | ------------ |
| 2006, | Chypre du Nord | 5e       | 3     | 1        | 1   | 1       | 3          | 2            |

### FIFI Wild Cup
| Année | Lieu      | Position | Match | Victoire | Nul | Défaite | but marqué | but encaissé |
| ----- | --------- | -------- | ----- | -------- | --- | ------- | ---------- | ------------ |
| 2006, | Allemagne | 5e       | 2     | 0        | 0   | 2       | 2          | 5            |

### Parcours au tournoi deFootball aux Jeux des Îles[14]
| Année | Position | Match | Victoire | Nul | Défaite | but marqué | but encaissé |
| ----- | -------- | ----- | -------- | --- | ------- | ---------- | ------------ |
| 1989  | 4e       | 4     | 1        | 0   | 3       | 4          | 8            |
| 1991  | 8e       | 4     | 0        | 0   | 4       | 8          | 15           |
| 1993  | 4e       | 4     | 2        | 0   | 2       | 1          | 6            |
| 1995  | 4e       | 5     | 2        | 0   | 3       | 10         | 10           |
| 1997  | 9e       | 4     | 0        | 1   | 3       | 3          | 9            |
| 1999  | 8e       | 5     | 2        | 0   | 3       | 11         | 19           |
| 2001  | 9e       | 4     | 2        | 1   | 1       | 6          | 2            |
| 2003, | 10e      | 5     | 3        | 0   | 2       | 22         | 5            |
| 2005  | 8e       | 5     | 1        | 2   | 2       | 8          | 14           |
| 2007  | -        | -     | -        | -   | -       | -          | -            |
| 2009  | 9e       | 4     | 1        | 0   | 3       | 8          | 15           |
| 2011  | 11e      | 4     | 1        | 0   | 3       | 5          | 7            |
| 2013  | 2e       | 5     | 2        | 0   | 3       | 21         | 5            |
| 2015, | 5e       | 4     | 3        | 1   | 0       | 8          | 4            |
| 2017  | 2e       | 5     | 3        | 1   | 1       | 7          | 9            |
| 2019  | Xe       | 0     | 0        | 0   | 0       | 0          | 0            |
| 2023  | 8e       | 4     | 1        | 1   | 2       | 7          | 10           |

## Matches internationaux
| No  | Date              | Lieu                       | Groenland | Adversaire           | Score                    | Compétition        | Buteur(s) pour les Groenlandais | Buteur(s) pour l'adversaire | Rapport      |
| --- | ----------------- | -------------------------- | --------- | -------------------- | ------------------------ | ------------------ | --- | --- | ------------ |
| 1   | juin 1977         | Danemark                   | Groenland | Vejle BK             | V 8-5                    | Amical             | | | [ (Rapport)] |
| 2   | juin 1977         | Danemark                   | Groenland | Hobro                | V 4-2                    | Amical             | | | [ (Rapport)] |
| 3   | juin 1977         | Danemark                   | Groenland | FC Midtjylland       | P 0-5                    | Amical             | | | [ (Rapport)] |
| 4   | juin 1977         | Danemark                   | Groenland | IHF-Århus            | P 2-3                    | Amical             | | | [ (Rapport)] |
| 5   | 2 juillet 1980    | Sauðárkrókur, Islande      | Groenland | Îles Féroé           | P 0-6                    | Coupe du Groenland | | Asmund Nolsøe 33e 79e 82e 88e, Kristian Petersen 71e, Samuel Vagalid 78e                                                       | (Rapport)    |
| 6   | 3 juillet 1980    | Húsavík, Islande           | Groenland | Islande              | P 1-4                    | Coupe du Groenland | Kristoffer Ludvigsen 49e | Larus Godmundsson 23e, Paul Olfsson 32e, Martinus Gerisson 34e, Godmund Steirsson 36e                                          | (Rapport)    |
| 7   | 29 juin 1983      | Nuuk, Groenland            | Groenland | Îles Féroé           | N 0-0                    | Coupe du Groenland | | | (Rapport)    |
| 8   | 3 juillet 1983    | Nuuk, Groenland            | Groenland | Îles Féroé           | P 2-3                    | Coupe du Groenland | Kresten Kreutzmann 5e, Lars Sandgreen | Niels Davidson 25e, Eydun Dahl Christiansen 30e, Aksel Højgaard 45e                                                            | (Rapport)    |
| 9   | 29 mai 1984       | Frederikssund, Danemark    | Groenland | Frederikssund        | ?-?                      | Amical             | | | (Rapport)    |
| 10  | 31 mai 1984       | Copenhague, Danemark       | Groenland | AB Copenhague        | ?-?                      | Amical             | | | (Rapport)    |
| 11  | 21 novembre 1984  | Ljungby, Suède             | Groenland | Ljungby              | ?-?                      | Amical             | | | (Rapport)    |
| 12  | 19 novembre 1984  | Fuglafjørður, Îles Féroé   | Groenland | Islande              | P 0-1                    | Coupe du Groenland | | | (Rapport)    |
| 13  | 20 novembre 1984  | Klaksvík, Îles Féroé       | Groenland | Îles Féroé           | P 0-1                    | Coupe du Groenland | | | (Rapport)    |
| 14  | 21 novembre 1984  | Tórshavn, Îles Féroé       | Groenland | Îles Féroé           | P 2-4                    | Amical             | | | (Rapport)    |
| 15  | 1986              | Åland                      | Groenland | Åland                | P 3-5                    | Amical             | | | (Rapport)    |
| 16  | juin 1989         | Ilulissat, Groenland       | Groenland | Danemark 1986        | P 1-8                    | Amical             | | | [ (Rapport)] |
| 17  | juin 1989         | Sisimiut, Groenland        | Groenland | Danemark 1986        | P 1-2                    | Amical             | | | (Rapport)    |
| 18  | juin 1989         | Nuuk, Groenland            | Groenland | Danemark 1986        | P 0-2                    | Amical             | | | [ (Rapport)] |
| 19  | juin 1989         | Reykjavik, Islande         | Groenland | Iceland Div III      | V 5-3                    | Amical             | | | [ (Rapport)] |
| 20  | juin 1989         | Reykjavik, Islande         | Groenland | Iceland Div IV       | V 8-0                    | Amical             | | | [ (Rapport)] |
| 21  | juin 1989         | Reykjavik, Islande         | Groenland | Islande U16          | V 6-3                    | Amical             | | | [ (Rapport)] |
| 22  | 6 juillet 1989    | Îles Féroé                 | Groenland | Îles Shetland        | V 4-1                    | Jeux des Îles 1989 | | | [ (Rapport)] |
| 23  | 9 juillet 1989    | Îles Féroé                 | Groenland | Îles Féroé           | P 0-3                    | Jeux des Îles 1989 | | | [ (Rapport)] |
| 24  | 11 juillet 1989   | Îles Féroé                 | Groenland | Åland                | P 0-3                    | Jeux des Îles 1989 | | | [ (Rapport)] |
| 25  | 12 juillet 1989   | Îles Féroé                 | Groenland | Anglesey             | P 0-1                    | Jeux des Îles 1989 | | | [ (Rapport)] |
| 26  | 24 juin 1991      | Îles Åland                 | Groenland | Jersey               | P 3-4                    | Jeux des Îles 1991 | | | [ (Rapport)] |
| 27  | 25 juin 1991      | Îles Åland                 | Groenland | Îles Féroé           | P 2-3                    | Jeux des Îles 1991 | | | [ (Rapport)] |
| 28  | 26 juin 1991      | Îles Åland                 | Groenland | Îles Shetland        | P 2-5                    | Jeux des Îles 1991 | | | [ (Rapport)] |
| 29  | 28 juin 1991      | Îles Åland                 | Groenland | Île de Wight         | P 1-3                    | Jeux des Îles 1991 | | | [ (Rapport)] |
| 30  | juin 1993         | Faxe, Danemark             | Groenland | Faxe BK              | V 6-0                    | Amical             | | | [ (Rapport)] |
| 31  | 4 juillet 1993    | Île de Wight               | Groenland | Anglesey             | V 1-0                    | Jeux des Îles 1993 | | | [ (Rapport)] |
| 32  | 5 juillet 1993    | Île de Wight               | Groenland | Jersey               | P 2-4                    | Jeux des Îles 1993 | | | [ (Rapport)] |
| 33  | 6 juillet 1993    | Île de Wight               | Groenland | Gibraltar            | V 5-0                    | Jeux des Îles 1993 | | | [ (Rapport)] |
| 34  | 9 juillet 1993    | Île de Wight               | Groenland | Åland                | P 1-2                    | Jeux des Îles 1993 | | | [ (Rapport)] |
| 35  | 7 juillet 1995    | Faxe, Danemark             | Groenland | Faxe BK              | V 3-2                    | Amical             | | | [ (Rapport)] |
| 36  | 16 juillet 1995   | Gibraltar                  | Groenland | Gibraltar            | V 1-0                    | Jeux des Îles 1995 | | | [ (Rapport)] |
| 37  | 17 juillet 1995   | Gibraltar                  | Groenland | Anglesey             | P 1-2                    | Jeux des Îles 1995 | | | [ (Rapport)] |
| 38  | 18 juillet 1995   | Gibraltar                  | Groenland | Île de Man           | V 4-0                    | Jeux des Îles 1995 | | | [ (Rapport)] |
| 39  | 20 juillet 1995   | Gibraltar                  | Groenland | Île de Wight         | P 1-2                    | Jeux des Îles 1995 | | | [ (Rapport)] |
| 40  | 21 juillet 1995   | Gibraltar                  | Groenland | Jersey               | P 3-6                    | Jeux des Îles 1995 | | | [ (Rapport)] |
| 41  | 30 juin 1997      | Jersey                     | Groenland | Jersey               | P 1-2                    | Jeux des Îles 1997 | | | [ (Rapport)] |
| 42  | 1er juillet 1997  | Jersey                     | Groenland | Guernesey            | N 0-0                    | Jeux des Îles 1997 | | | [ (Rapport)] |
| 43  | 2 juillet 1997    | Jersey                     | Groenland | Gibraltar            | P 1-5                    | Jeux des Îles 1997 | | | [ (Rapport)] |
| 44  | 4 juillet 1997    | Jersey                     | Groenland | Frøya                | V 2-1                    | Jeux des Îles 1997 | | | [ (Rapport)] |
| 45  | juin 1999         | Skive, Danemark            | Groenland | Skive                | P 0-7                    | Amical             | | | (Rapport)    |
| 46  | juin 1999         | Nykøbing Falster, Danemark | Groenland | Mors-Thy Håndbold    | P 2-4                    | Amical             | | | (Rapport)    |
| 47  | 27 juin 1999      | Väskinde, Gotland          | Groenland | Saaremaa             | V 4-1                    | Jeux des Îles 1999 | Davidsen , Nielsen , Overballe | Piehl | (Rapport)    |
| 48  | 28 juin 1999      | Dalhem, Gotland            | Groenland | Frøya                | V 3-1                    | Jeux des Îles 1999 | Nielsen , Petersen , Hansen | Pettersen | (Rapport)    |
| 49  | 29 juin 1999      | Väskinde, Gotland          | Groenland | Île de Wight         | P 2-7                    | Jeux des Îles 1999 | Enggaard , Rosbach | Barsdell , Plaenty , Dent , Sunsburg , Young                                                                                   | (Rapport)    |
| 50  | 1er juillet 1999  | Fårösund, Gotland          | Groenland | Rhodes               | P 0-2                    | Jeux des Îles 1999 | | Galands , Karikis | (Rapport)    |
| 51  | 2 juillet 1999    | Norrbacka, Gotland         | Groenland | Gotland              | P 2-7                    | Jeux des Îles 1999 | | | (Rapport)    |
| 52  | 30 juin 2001      | Copenhague, Danemark       | Groenland | Tibet                | V 4-1                    | Amical             | | | (Rapport)    |
| 53  | 4 juillet 2001    | Odense, Danemark           | Groenland | Laponie              | P 1-5                    | Amical             | | | (Rapport)    |
| 54  | 8 juillet 2001    | Île de Man                 | Groenland | Île de Wight         | N 0-0                    | Jeux des Îles 2001 | | | (Rapport)    |
| 55  | 9 juillet 2001    | Île de Man                 | Groenland | Rhodes               | P 0-2                    | Jeux des Îles 2001 | | | (Rapport)    |
| 56  | 12 juillet 2001   | Île de Man                 | Groenland | Îles Malouines       | V 4-0                    | Jeux des Îles 2001 | Tom Nielsen , Anders Petersen | | (Rapport)    |
| 57  | 13 juillet 2001   | Île de Man                 | Groenland | Saaremaa             | V 2-0                    | Jeux des Îles 2001 | | | (Rapport)    |
| 58  | 29 juin 2003      | Guernesey                  | Groenland | Île de Wight         | V 2-1                    | Jeux des Îles 2003 | | | (Rapport)    |
| 59  | 30 juin 2003      | Guernesey                  | Groenland | Gibraltar            | P 0-2                    | Jeux des Îles 2003 | | | (Rapport)    |
| 60  | 1er juillet 2003  | Guernesey                  | Groenland | Sercq                | V 16-0                   | Jeux des Îles 2003 | | | (Rapport)    |
| 61  | 3 juillet 2003    | Guernesey                  | Groenland | Aurigny              | V 3-0                    | Jeux des Îles 2003 | | | (Rapport)    |
| 62  | 4 juillet 2003    | Guernesey                  | Groenland | Gotland              | P 1-2                    | Jeux des Îles 2003 | | | (Rapport)    |
| 63  | 10 juillet 2005   | Symbister, Shetland        | Groenland | Anglesey             | N 0-0                    | Jeux des Îles 2005 | | | (Rapport)    |
| 64  | 11 juillet 2005   | Baltasound, Shetland       | Groenland | Orcades              | V 2-1                    | Jeux des Îles 2005 | Brian Thomsen 10e, Peri Fleischer 71e | Steven Poke 76e | (Rapport)    |
| 65  | 12 juillet 2005   | Hamnavoe, Shetland         | Groenland | Hébrides extérieures | N 4-4                    | Jeux des Îles 2005 | Salomon Thomassen 2e 37e 66e2,37,66, Leifeeraq Karlsen 50e | Alasdair Mackay 57e, Gordon Morrison 66e 88e, Murdo MacLennan 89e                                                              | (Rapport)    |
| 66  | 13 juillet 2005   | Hamnavoe, Shetland         | Groenland | Guernesey            | P 0-6                    | Jeux des Îles 2005 | | Dave Rihoy 9e, Neil Clegg 11e, John Nobes 45e, Dominic Heaume 58e, Joby Bourgaize 73e, Daragh Duffy 80e                        | (Rapport)    |
| 67  | 15 juillet 2005   | Scalloway, Shetland        | Groenland | Åland                | P 2-3                    | Jeux des Îles 2005 | Brian Thomsen 12e, Leifeeraq Karlsen 72e | Fredrik Rautiainen 26e, Jonas Blomqvist 30e, Dan Lindblom 70e                                                                  | (Rapport)    |
| 68  | 29 mai 2006       | Hambourg, Allemagne        | Groenland | Chypre du Nord       | P 0-1                    | FIFI Wild Cup      | | | (Rapport)    |
| 69  | 31 mai 2006       | Hambourg, Allemagne        | Groenland | Zanzibar             | P 2-4                    | FIFI Wild Cup      | | | (Rapport)    |
| 70  | 19 novembre 2006  | Kyrenia, Chypre du Nord    | Groenland | Gagaouzie            | V 2-0                    | ELF Cup (en)       | Kristian 34e, Niklas 68e (pen.) | | (Rapport)    |
| 71  | 20 novembre 2006  | Famagouste, Chypre du Nord | Groenland | Kirghizistan         | P 0-1                    | Coupe ELF          | | Kandratkov Vadim 24e | (Rapport)    |
| 72  | 21 novembre 2006  | Kyrenia, Chypre du Nord    | Groenland | Zanzibar             | N 1-1                    | Coupe ELF          | Pelle Murt Leysen 78e | Rasidi 62e | (Rapport)    |
| 73  | 28 septembre 2008 | Hürup, Allemagne           | Groenland | Mors-Thy Håndbold    | N 1-1                    | Amical             | | | (Rapport)    |
| 74  | 29 septembre 2008 | Fjerritslev , Danemark     | Groenland | Fjerritslev IF       | V 3-0                    | Amical             | Norsaq Mathaeussen 68e, Pavia Mølgaard , Peri Fleischer | | (Rapport)    |
| 75  | 23 juin 2009      | Copenhague, Danemark       | Groenland | Frederiksberg VLI    | P 0-1                    | Amical             | | | (Rapport)    |
| 76  | 28 juin 2009      | Åland                      | Groenland | Gotland              | P 3-4                    | Jeux des Îles 2009 | Peri Fleischer 17e 68e, Kaali Lund Mathiassen 44e | Peter Öhman 10e 15e, Emil Segerlund 22e, Adrean Lindblom 53e                                                                   | (Rapport)    |
| 77  | 29 juin 2009      | Åland                      | Groenland | Îles Shetland        | V 3-1                    | Jeux des Îles 2009 | Hans Knudsen 6e, Pavia Mølgaard 65e, Pavia Mølgaard 90e | Leighton Flaws 24e | (Rapport)    |
| 78  | 30 juin 2009      | Åland                      | Groenland | Minorque             | P 0-6                    | Jeux des Îles 2009 | | Alejandro Pérez Palliser 22e, Pere Rodriguez Prats 27e, Gabriel Llabrés 38e, Jordi Seguí 73e, David Mas 76e, John Mercadal 90e | (Rapport)    |
| 79  | 2 juillet 2009    | Åland                      | Groenland | Åland                | P 2-4                    | Jeux des Îles 2009 | Pavia Mølgaard 58e 90e | Petter Isaksson 16e, David Welin 33e, Alexander Weckström 42e, André Karring 51e                                               | (Rapport)    |
| 80  | 19 juin 2011      | Reykjavik, Islande         | Groenland | Grotta               | N 3-3                    | Amical             | Norsaq Lund Mathæussen , Thomas Abelsen , Markus Jensen | | (Rapport)    |
| 81  | 22 juin 2011      | Reykjavik, Islande         | Groenland | Þróttur Reykjavik    | V 5-1                    | Amical             | Norsaq Lund Mathæussen , Maasi Maqe , Pavia Mølgaard | | (Rapport)    |
| 82  | 26 juin 2011      | Île de Wight               | Groenland | Rhodes               | V 1-2 Rhodes disqualifié | Jeux des Îles 2011 | Norsaq Lund Mathæussen 86e | Panagiotis Mathios 30e, Panagiotis Pompou 55e                                                                                  | (Rapport)    |
| 83  | 27 juin 2011      | Île de Wight               | Groenland | Minorque             | P 2-3                    | Jeux des Îles 2011 | Pavia Mølgaard 38e, John Ludvig Broberg 65e | Ignasi Dalmedo 6e, David Mas 51e, David Mas 90e                                                                                | (Rapport)    |
| 84  | 28 juin 2011      | Île de Wight               | Groenland | Jersey               | P 1-2                    | Jeux des Îles 2011 | Norsaq Lund Mathæussen 87e | Craig Leitch 9e (pen.), Craig Russel 58e                                                                                       | (Rapport)    |
| 85  | 29 juin 2011      | Île de Wight               | Groenland | Hébrides extérieures | V 1-0                    | Jeux des Îles 2011 | Anders H. Petersen 88e | | (Rapport)    |
| 86  | 30 juin 2013      | Nuuk, Groenland            | Groenland | Nuuk XI              | P 2-3                    | Amical             | Norsaq L. Mathæussen | | (Rapport)    |
| 87  | 3 juillet 2013    | Næsby, Danemark            | Groenland | Næsby BK             | N 2-2                    | Amical             | Frederik Funch 50e, Frederik Funch 74e | | (Rapport)    |
| 88  | 4 juillet 2013    | Odense, Danemark           | Groenland | Odense KFUM          | V 2-0                    | Amical             | Minik Stephensen 16e, Nukannguaq Zeeb 19e | | (Rapport)    |
| 89  | 6 juillet 2013    | Marstal, Danemark          | Groenland | Marstal/Rise Ærø     | V 3-1                    | Amical             | Norsaq L. Mathæussen 47e, Kaassa Zeeb 72e, Frederik Funch 85e | | (Rapport)    |
| 90  | 8 juillet 2013    | Svendborg, Danemark        | Groenland | FC Svendborg         | V 3-0                    | Amical             | Norsaq L. Mathæussen 25e 75e, Johan Bidstrup 60e | | (Rapport)    |
| 91  | 14 juillet 2013   | Bermudes                   | Groenland | Bermudes             | P 0-3                    | Jeux des Îles 2013 | | Domico Coddington 10e, Antwan Russel 51e, Zeko Lewis 58e                                                                       | (Rapport)    |
| 92  | 15 juillet 2013   | Bermudes                   | Groenland | Frøya                | V 12-0                   | Jeux des Îles 2013 | John-L Broberg 2e 57e, Anders H. Petersen 9e, Sakiu Lundblad 17e, Palu Petersen 27e, Norsaq L. Mathæussen 33e 70e 80e, Kaali L. Mathæussen 47e 52e, Own Goal Froya 73e, Lars Peter Broberg 87e | | (Rapport)    |
| 93  | 17 juillet 2013   | Bermudes                   | Groenland | Îles Malouines       | V 9-0                    | Jeux des Îles 2013 | Norsaq L. Mathæussen 5e 8e, Minik Stephensen 19e, Johan Bidstrup 35e 60e, Aputsiaq Birch 41e, Maasi Maqe 53e, John-L Broberg 57e, Palu Petersen 62e                                            | | (Rapport)    |
| 94  | 18 juillet 2013   | Bermudes                   | Groenland | Bermudes             | P 0-1                    | Jeux des Îles 2013 | | Drewonde Bascombe 88e (pen.)                                                                                                   | (Rapport)    |
| 95  | 19 juin 2015      | Tåsinge, Danemark          | Groenland | OB U19               | P 1-6                    | Amical             | | | [ (Rapport)] |
| 96  | 20 juin 2015      | Tåsinge, Danemark          | Groenland | Tåsinge              | P 2-3                    | Amical             | | | [ (Rapport)] |
| 97  | 23 juin 2015      | Odense, Danemark           | Groenland | Marstal/Rise Ærø     | V 2-0                    | Amical             | | | [ (Rapport)] |
| 98  | 28 juin 2015      | Jersey                     | Groenland | Minorque             | N 2-2                    | Jeux des Îles 2015 | | | [ (Rapport)] |
| 99  | 29 juin 2015      | Jersey                     | Groenland | Åland                | V 2-0                    | Jeux des Îles 2015 | | | [ (Rapport)] |
| 100 | 30 juin 2015      | Jersey                     | Groenland | Saaremaa             | V 2-1                    | Jeux des Îles 2015 | | | [ (Rapport)] |
| 101 | 2 juillet 2015    | Jersey                     | Groenland | Île de Wight         | V 2-1                    | Jeux des Îles 2015 | | | [ (Rapport)] |
| 102 | 25 juin 2017      | Säve, Gotland              | Groenland | Hébrides extérieures | V 3-0                    | Jeux des Îles 2017 | | | [ (Rapport)] |
| 103 | 26 juin 2017      | Visby, Gotland             | Groenland | Frøya                | N 2-2                    | Jeux des Îles 2017 | | | [ (Rapport)] |
| 104 | 27 juin 2017      | Visby, Gotland             | Groenland | Gotland              | V 1-0                    | Jeux des Îles 2017 | | | [ (Rapport)] |
| 105 | 29 juin 2017      | Väskinde, Gotland          | Groenland | Minorque             | N 1-1 (3-1)              | Jeux des Îles 2017 | | | [ (Rapport)] |
| 106 | 30 juin 2017      | Visby, Gotland             | Groenland | Île de Man           | P 0-6                    | Jeux des Îles 2017 | | | [ (Rapport)] |
| 107 | 8 septembre 2021  | Vildbjerg, Danemark        | Groenland | Vildbjerg SF         | N 1-1                    | Amical             | | | (Rapport)    |
| 108 | 9 septembre 2021  | Vildbjerg, Danemark        | Groenland | FC Midtjylland       | N 1-1                    | Amical             | | | (Rapport)    |
| 109 | 11 septembre 2021 | Vildbjerg, Danemark        | Groenland | Ikast FS             | N 0-0                    | Amical             | | | [ (Rapport)] |
| 110 | 12 septembre 2021 | Vildbjerg, Danemark        | Groenland | FC International     | P 0-5                    | Amical             | | | [ (Rapport)] |
| 111 | 14 septembre 2021 | Farum, Danemark            | Groenland | FC Nordsjælland      | P 1-4                    | Amical             | | | (Rapport)    |
| 112 | 19 septembre 2022 | Kemer (Antalya), Turquie   | Groenland | Al-Kahrabaa SC       | P 1-6                    | Amical             | Nemo Thomsen | | (Rapport)    |
| 113 | 21 septembre 2022 | Kemer (Antalya), Turquie   | Groenland | Iraq XI              | P 0-6                    | Amical             | | | (Rapport)    |
| 114 | 23 septembre 2022 | Kemer (Antalya), Turquie   | Groenland | Kosovo U21           | P 0-1                    | Amical             | | | [ (Rapport)] |
| 115 | 9 juillet 2023    | Guernesey                  | Groenland | Orcades              | N 2-2                    | Jeux des Îles 2023 | 10e 60e Nemo Thomsen | 1re Connan Rendall, 46e Toby Macleod                                                                                           | (Rapport)    |
| 116 | 10 juillet 2023   | Guernesey                  | Groenland | Frøya                | V 2-0                    | Jeux des Îles 2023 | 70e Niels Erik Eriksen, 77e Nemo Thomsen | | (Rapport)    |
| 117 | 11 juillet 2023   | Guernesey                  | Groenland | Bermudes U23         | P 2-3                    | Jeux des Îles 2023 | 72e 79e Nemo Thomsen | 6e Jai Bean, 62e Tokia Russel, 81e Blaiz Hall                                                                                  | (Rapport)    |
| 118 | 13 juillet 2023   | Guernesey                  | Groenland | Îles Shetland        | P 1-5                    | Jeux des Îles 2023 | 49e Nemo Thomsen | 11e 49e 66e Ronan Grant, 59e James Aitken, 62e Neil Laurenson                                                                  | (Rapport)    |

| Score : - V = Match gagné - N = Match nul - P = Match perdu | Compétition : - A. = Match amical - C. = Compétition |

### Équipes rencontrées
| Adversaire           | Joués | Victoires | Matchs nuls | Défaites | Buts pour | Buts contre |
| -------------------- | ----- | --------- | ----------- | -------- | --------- | ----------- |
| Îles Féroé           | 7     | 0         | 1           | 6        | 6         | 20          |
| Gibraltar            | 4     | 2         | 0           | 2        | 7         | 7           |
| Islande              | 2     | 0         | 0           | 2        | 1         | 5           |
| Zanzibar             | 2     | 1         | 1           | 0        | 3         | 1           |
| Bermudes             | 2     | 0         | 0           | 2        | 0         | 4           |
| Kirghizistan         | 1     | 0         | 0           | 1        | 0         | 1           |
| Bermudes U23         | 1     | 0         | 0           | 1        | 2         | 3           |
| Kosovo U21           | 1     | 0         | 0           | 1        | 0         | 1           |
| Islande U16          | 1     | 1         | 0           | 0        | 6         | 3           |
| Tibet                | 1     | 1         | 0           | 0        | 4         | 1           |
| Laponie              | 1     | 0         | 0           | 1        | 1         | 5           |
| Chypre du Nord       | 1     | 0         | 0           | 1        | 0         | 1           |
| Gagaouzie            | 1     | 1         | 0           | 0        | 2         | 0           |
| Åland                | 6     | 1         | 0           | 5        | 10        | 17          |
| Île de Wight         | 6     | 2         | 1           | 3        | 8         | 14          |
| Jersey               | 5     | 0         | 0           | 5        | 10        | 18          |
| Anglesey             | 4     | 1         | 1           | 2        | 2         | 3           |
| Saaremaa             | 3     | 3         | 0           | 0        | 8         | 2           |
| Shetland             | 4     | 2         | 0           | 2        | 10        | 12          |
| Frøya                | 5     | 4         | 1           | 0        | 21        | 4           |
| Minorque             | 4     | 0         | 2           | 2        | 5         | 12          |
| Rhodes               | 3     | 1         | 0           | 2        | 1         | 6           |
| Gotland              | 4     | 1         | 0           | 3        | 7         | 13          |
| Guernesey            | 2     | 0         | 1           | 1        | 0         | 6           |
| Hébrides extérieures | 3     | 2         | 1           | 0        | 8         | 4           |
| Îles Malouines       | 2     | 2         | 0           | 0        | 13        | 0           |
| Île de Man           | 2     | 1         | 0           | 1        | 4         | 6           |
| Orcades              | 2     | 1         | 1           | 0        | 4         | 3           |
| Sercq                | 1     | 1         | 0           | 0        | 16        | 0           |
| Aurigny              | 1     | 1         | 0           | 0        | 3         | 0           |
| Danemark 1986        | 3     | 0         | 0           | 3        | 2         | 12          |
| Faxe BK              | 2     | 2         | 0           | 0        | 9         | 2           |
| Mors-Thy Håndbold    | 2     | 0         | 1           | 1        | 3         | 5           |
| Marstal/Rise Ærø     | 2     | 2         | 0           | 0        | 5         | 1           |
| Vejle BK             | 1     | 1         | 0           | 0        | 8         | 5           |
| Hobro                | 1     | 1         | 0           | 0        | 4         | 2           |
| FC Midtjylland       | 2     | 0         | 1           | 1        | 1         | 6           |
| IHF-Århus            | 1     | 0         | 0           | 1        | 2         | 3           |
| Ljungby              | 0     | 0         | 0           | 0        | 0         | 0           |
| Frederikssund        | 0     | 0         | 0           | 0        | 0         | 0           |
| AB Copenhague        | 0     | 0         | 0           | 0        | 0         | 0           |
| Iceland Div III      | 1     | 1         | 0           | 0        | 5         | 3           |
| Iceland Div IV       | 1     | 1         | 0           | 0        | 8         | 0           |
| Skive                | 1     | 0         | 0           | 1        | 0         | 7           |
| Fjerritslev IF       | 1     | 1         | 0           | 0        | 3         | 0           |
| Frederiksberg VLI    | 1     | 0         | 0           | 1        | 0         | 1           |
| Grotta               | 1     | 0         | 1           | 0        | 3         | 3           |
| Þróttur Reykjavik    | 1     | 1         | 0           | 0        | 5         | 1           |
| Nuuk                 | 1     | 0         | 0           | 1        | 2         | 3           |
| Næsby BK             | 1     | 0         | 1           | 0        | 2         | 2           |
| Odense KFUM          | 1     | 1         | 0           | 0        | 2         | 0           |
| FC Svendborg         | 1     | 1         | 0           | 0        | 3         | 0           |
| OB U19               | 1     | 0         | 0           | 1        | 1         | 6           |
| Tåsinge              | 1     | 0         | 0           | 1        | 2         | 3           |
| Vildbjerg SF         | 1     | 0         | 1           | 0        | 1         | 1           |
| Ikast FS             | 1     | 0         | 1           | 0        | 0         | 0           |
| FC International     | 1     | 0         | 0           | 1        | 0         | 5           |
| FC Nordsjælland      | 1     | 0         | 0           | 1        | 1         | 4           |
| Al-Kahrabaa SC       | 1     | 0         | 0           | 1        | 1         | 6           |
| Iraq XI              | 1     | 0         | 0           | 1        | 0         | 6           |
| Total                | 118   | 41        | 16          | 58       | 234       | 259         |

## Personnalités de l'équipe du Groenland de football

### Sélectionneurs
| N°     | Sélectionneur                             | Période       | Matchs | Gagnés | Nuls | Perdus | Gagnés % |
| ------ | ----------------------------------------- | ------------- | ------ | ------ | ---- | ------ | -------- |
| 1      | Niels Møller                              | 1977-1980     | 6      | 2      | 0    | 4      | 33.33    |
| 2      | Uvdlo Jakobsen Elisaeus Kreutzmann        | 1983          | 2      | 0      | 1    | 1      | 0        |
| 3      | Lars Lundblad                             | 1984-1986     | 7      | 0      | 0    | 4      | 0        |
| 4      | Simon Simonsen (de)                       | 1989-1991     | 14     | 4      | 0    | 10     | 28.57    |
| 5      | Isak Nielsen Kleist                       | 1993-1995     | 11     | 6      | 0    | 5      | 54.54    |
| 6      | Ulf Abrahamsen                            | 1996          | 0      | 0      | 0    | 0      | 0        |
| 7      | Lars Olsvig Jens Jorgen Egede             | 1997          | 4      | 0      | 1    | 3      | 0        |
| 8      | Sepp Piontek                              | 1999-2002     | 13     | 5      | 1    | 7      | 38.46    |
| 9      | Jens Tang Olesen (en) Hans Frederik Olsen | 2003          | 5      | 3      | 0    | 2      | 60       |
| 10     | Sepp Piontek                              | 2004          | 0      | 0      | 0    | 0      | 0        |
| 11     | Jens Tang Olesen (en) Hans Frederik Olsen | 2005-2010     | 17     | 5      | 4    | 8      | 29.41    |
| 12     | Tonnes 'Kaka' Berthelsen René Olsen       | 2010-2012     | 6      | 3      | 2    | 1      | 50       |
| 13     | René Olsen Tekle Ghebrelul (de)           | 2013-2019     | 22     | 13     | 3    | 6      | 59.09    |
| 14     | Morten Rutkjær (en)                       | 2020-en cours | 12     | 1      | 4    | 7      | 8,33     |
| Totaux | Totaux                                    | Totaux        | 118    | 41     | 16   | 58     | 34,74    |